# Ma Ying
Ma Ying (født 10. april 1972) er en kinesisk softballspiller som deltog i de olympiske lege 1996 i Atlanta.
Ma vandt en olympisk sølvmedalje i softball ved sommer-OL 1996 i Atlanta. Hun var med på det kinesiske hold som kom på anden pladsen i den første olympiske softballturneringen. Kina tabte finalen mod USA med 1 – 3. Ma spillede to kampe i turneringen.

## OL-medaljer
- OL 1996  USA Atlanta –  Sølv i softball  Kina